# Automatisches Sperrdifferenzial
Automatisches Sperrdifferenzial (ASD) (Englisch: Automatic limited slip differential), SA-Code 211, war ein Sperrdifferential-System, das zur Anwendung bei Fahrzeugen von Mercedes-Benz kam. Das System wurde in den 1990er Jahren durch die elektronische Antriebsschlupfregelung ASR ersetzt.
Das ASD ist ein elektrohydraulisch arbeitendes System, welches als Anfahrhilfe dient und beim Durchdrehen der Räder das Differenzial vollständig sperrt. Damit wird eine bessere Traktion erreicht. Ein Nachteil des ASD zu vergleichbaren Systemen ist die höhere Anfälligkeit für Störungen und Defekte aufgrund der höheren Anzahl an Bauteilen.

## Aufbau
Das System besitzt folgende Baugruppen:
- Differenzial mit Ringzylinder und Lamellenkupplungen
- Ölbehälter, Ölpumpe, ASD-Hydraulikeinheit mit Druckspeicher und Magnetventil
- Radsensoren, ASD-Steuergerät, Funktions- und Störungsanzeige.

## Wirkungsweise
Das Steuergerät ermittelt über die Radsensoren die Geschwindigkeit der angetriebenen und nicht angetriebenen Räder, damals bei Mercedes generell mit Hinterradantrieb. Dreht ein oder drehen beide Antriebsräder 2 km/h schneller als die nicht angetriebenen Räder, dann wird das ASD bis 35 km/h aktiviert. Die ASD-Hydraulikeinheit wird angesteuert und ein Druck von etwa 30 bar wirkt auf die Ringzylinder der Achswellen. Das Eingreifen wird dem Fahrer durch die Funktionsanzeige angezeigt.
Bei Geschwindigkeiten oberhalb 40 km/h, im Schubbetrieb sowie beim Bremsen wird die Sperre nicht aktiviert bzw. sie wird gelöst, damit das Fahrzeug nicht zum Schleudern neigt. Bei diesen Fahrzuständen wirken die Lamellenkupplungen wie ein Selbstsperrdifferenzial mit festgelegtem Sperrwert.
Ein im Steuergerät integriertes Diagnoseprogramm überwacht die ASD-Anlage und schaltet sie bei Defekten aus. Der Fahrer wird darüber über die Störungsanzeige informiert.